# Абией (град)
Абией (на арабски: أبيي; на английски: Abyei) e град в Судан, административен център на окръг Абией, провинция Южен Курдуфан.

## История
През май 2008 г. по време на сблъсъци между правителствените части и Народната совободителна армия на Судан градът е почти напълно разрушен. Според някои източници в резултат на сблъсъците е разрушен до 90% от сградния му фонд, а всичките му жители са принудени да напуснат града, като от тях от 30 до 50 хил. (предимно представители на народа динка) бягат в Южен Судан. След края на сраженията започва бавното възстановяване на Абией, като част от бежанците се завръщат, въпреки че градът продължава да е изключително беден.

## Население
По данни от края на 2010 г. в града живеят около 50 000 души.